# Calipatria
Calipatria è una città dello stato della California. Si trova nella parte centrale della contea di Imperial, a circa 37 chilometri a nord di El Centro. Secondo il censimento del 2010, la popolazione era di 7 705 abitanti. La maggior parte della popolazione urbana è composta da latinos; costituiscono un buon tre quarti dei residenti, il che non è raro nelle zone più meridionali della California. Tuttavia, con circa un sesto degli afroamericani sono rappresentati sopra la media rispetto all'intera California. Attraverso la città passa la California State Route 111, che collega Calipatria con le grandi città circostanti e si estende fino al confine messicano.
Calipatria si trova 55 metri sotto il livello del mare ed è la città con minore elevazione degli Stati Uniti (Furnace Creek nella Valle della Morte nella contea di Inyo, in California, è a pochi metri più in basso, ma non è una città, ma solo un "census-designated place") e dell'emisfero occidentale. La località è anche nota per un pennone alto 56 metri eretto nel 1958, che per un periodo era il più alto degli Stati Uniti. Anche la prigione statale di Calipatria, una prigione con oltre 2.000 detenuti, è piuttosto conosciuta.
L'insediamento è stato fondato nel 1914 come Date City e incorporata come città con il nome attuale nel 1919.

## Geografia fisica
Secondo l'Ufficio del censimento degli Stati Uniti, ha una superficie totale di 3,72 mi² (9,63 km²).

## Società

### Evoluzione demografica
Secondo il censimento del 2010, la popolazione era di 7 705 abitanti.
2010
Al censimento del 2010 Calipatria aveva una popolazione di 7.800 abitanti. La densità di popolazione era di 2.073,6 persone per miglio quadrato (800,6/km2). La composizione razziale di Calipatria era 3.212 (41,7%) bianchi, 1.612 (20,9%) afroamericani, 80 (1,0%) nativi americani, ispanici o latini di qualsiasi razza erano 4.940 persone (64,1%), 95 (1,2%) asiatici, 25 (0,3%) delle isole del Pacifico, 2.455 (31,9%) di altre razze e 227 (2,9%) di due o più razze. Il censimento ha riportato che 3.541 persone (46,0% della popolazione) vivevano in famiglie, nessuno viveva in quartieri di gruppo non istituzionalizzati e 4.164 (54,0%) erano istituzionalizzati.
C'erano 1.008 famiglie, 541 (53,7%) avevano figli di età inferiore ai 18 anni che vivevano in esse, 515 (51,0%) erano coppie sposate di sesso opposto che convivevano, 213 (21,1%) avevano una donna capofamiglia senza marito presente, 92 (9,1%) aveva un capofamiglia maschio senza moglie presente. C'erano 53 (5,3%) unioni di sesso opposto non sposate e 15 (1,5%) coppie o unioni dello stesso sesso sposate. 162 famiglie (16,1%) erano una persona e 70 (6,9%) avevano qualcuno che viveva da solo che aveva 65 anni o più. La dimensione media della famiglia era 3,51. Le famiglie erano 819 (81,3% delle famiglie); la dimensione media della famiglia era 3,92.
La distribuzione per età era di 1.246 persone (16,2%) di età inferiore ai 18 anni, 932 persone (12,1%) di età compresa tra 18 e 24 anni, 3.738 persone (48,5%) di età compresa tra 25 e 44 anni, 1.431 persone (18,6%) di età compresa tra 45 e 64 anni e 358 persone (4,6%) di età pari o superiore a 65 anni. L'età media era di 32,9 anni. Per ogni 100 femmine, c'erano 330,9 maschi. Per ogni 100 femmine dai 18 anni in su, c'erano 427,3 maschi.
C'erano 1.121 unità abitative con una densità media di 301,7 per miglio quadrato (116,5/km2), di cui 1.008 occupate, 536 (53,2%) dai proprietari e 472 (46,8%) dagli affittuari. Il tasso di sfitto dei proprietari di abitazione era del 5,9%; il tasso di locazione vacanziera era del 10,6%. 1.867 persone (24,2% della popolazione) vivevano in unità abitative occupate dai proprietari e 1.674 persone (21,7%) vivevano in unità abitative in affitto.

2010
Al censimento del 2000 c'erano 7.289 persone in 899 famiglie, di cui 756 famiglie, nella città. La densità di popolazione era di 1.965,8 persone per miglio quadrato (758,6/km2). C'erano 961 unità abitative con una densità media di 259,2 per miglio quadrato (100,0/km2). La composizione razziale della città era 32,4% bianchi, 21,3% neri o afroamericani, 0,7% nativi americani, 0,6% asiatici, <0,1% isolani del Pacifico, 42,7% da altre razze e 2,3% da due o più razze. Il 57,4% della popolazione era ispanico o latinoamericano di qualsiasi razza. Delle 899 famiglie, il 50,4% aveva figli di età inferiore ai 18 anni che vivevano con loro, il 61,2% erano coppie sposate che convivono, il 17,6% aveva una donna capofamiglia senza marito presente e il 15,8% non erano famiglie. Il 14,1% delle famiglie era costituito da una persona e il 5,6% da una persona di età pari o superiore a 65 anni. La dimensione media della famiglia era 3,6 e la dimensione media della famiglia era 3,9.
La distribuzione per età era 16,3% sotto i 18 anni, 12,3% da 18 a 24, 52,6% da 25 a 44, 15,0% da 45 a 64 e 3,8% 65 anni o più. L'età media era di 33 anni. Per ogni 100 femmine, c'erano 363,4 maschi. Per ogni 100 femmine dai 18 anni in su, c'erano 497,5 maschi.
Il reddito medio per una famiglia in città era di $ 60.962 e il reddito familiare medio era di $ 61.302. I maschi avevano un reddito medio di $ 61.350 contro $ 50.063 per le femmine. Il reddito pro capite per la città era di $ 43.970. Circa il 2,4% delle famiglie e il 2,4% della popolazione erano al di sotto della soglia di povertà, compreso il 28,9% di quelli di età inferiore a 18 anni e il 17,8% di quelli di età pari o superiore a 65 anni.
Calipatria è una delle città più povere dello stato in termini di reddito pro capite a causa degli stipendi agricoli e di un'economia in declino negli anni '90. Gli ispanici, per lo più di origine messicana, comprendono tre quarti dei residenti (escluso il corpo multirazziale dei detenuti delle carceri statali). La città fu inizialmente chiamata Sante Patria (come in "Santa della Patria") e fu fondata da soldati irlandesi americani e irlandesi messicani, che disertarono sia durante la guerra messicano-americana (1850) sia dall‘esercito dell'Unione e/o confederato dopo la guerra civile americana (1860). Calipatria ha anche una numerosa popolazione araba originaria di Giordania, Libano e Siria, discendenti di braccianti agricoli negli anni '20.

### Etnie e minoranze straniere
Secondo il censimento del 2010, la composizione etnica della città era formata dal 41,7% di bianchi, il 20,9% di afroamericani, l'1,0% di nativi americani, l'1,2% di asiatici, lo 0,3% di oceaniani, il 31,9% di altre razze, e il 2,9% di due o più razze. Ispanici o latinos di qualunque razza erano il 64,1% della popolazione.